# Atactorhynchus
Atactorhynchus is een geslacht in de taxonomische indeling van de haakwormen, ongewervelde en parasitaire wormen die meestal 1 tot 2 cm lang worden. De worm behoort tot de familie Neoechinorhynchidae. Atactorhynchus werd in 1935 beschreven door A. C. Chandler.